# سوپر نینتندو نسخه کلاسیک

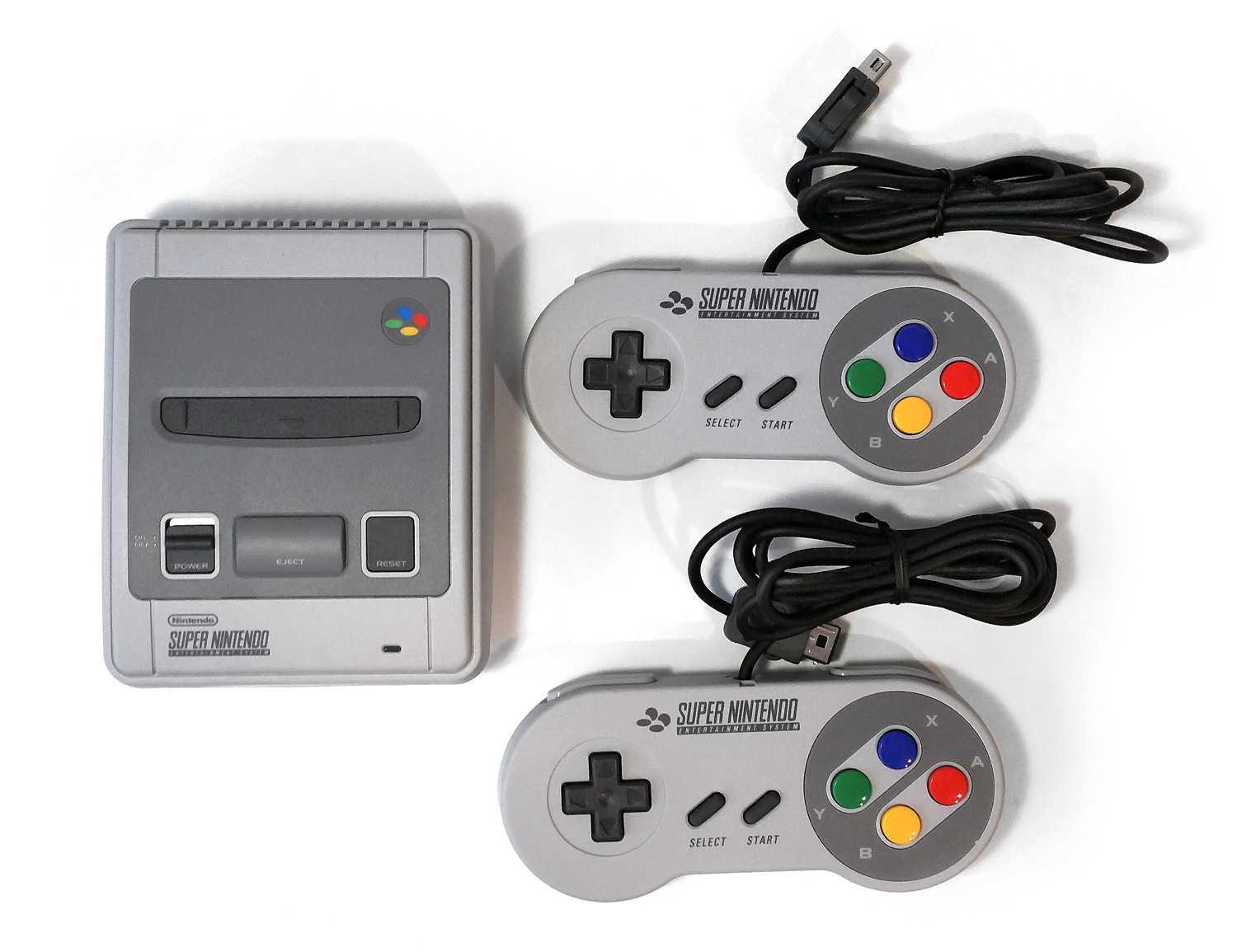
نوع اروپایی / استرالیایی

سوپر نینتندو نسخه کلاسیک نسخهٔ کوچک شدهٔ Super Famicom است که در دههٔ ۹۰ با عنوان Super NES از کشورهای غیر از ژاپن منتشر شد. این نسخه از لحاظ سخت‌افزار با نسخهٔ قدیمی تفاوتی ندارد و تنها دچار تغییرات جزئی شده‌است. یکی از نکات مثبت نسخهٔ قدیمی این کنسول دسته‌های آن است که هر کسی که با آن‌ها بازی کرده نمی‌تواند این دسته‌های سیمی بامزه را فراموش کند. اين کنسول رقیب پلی استیشن کلاسیک است و با فروش ۵ میلیون نسخه توانست رقیبش را شکست دهد.

## سخت‌افزار

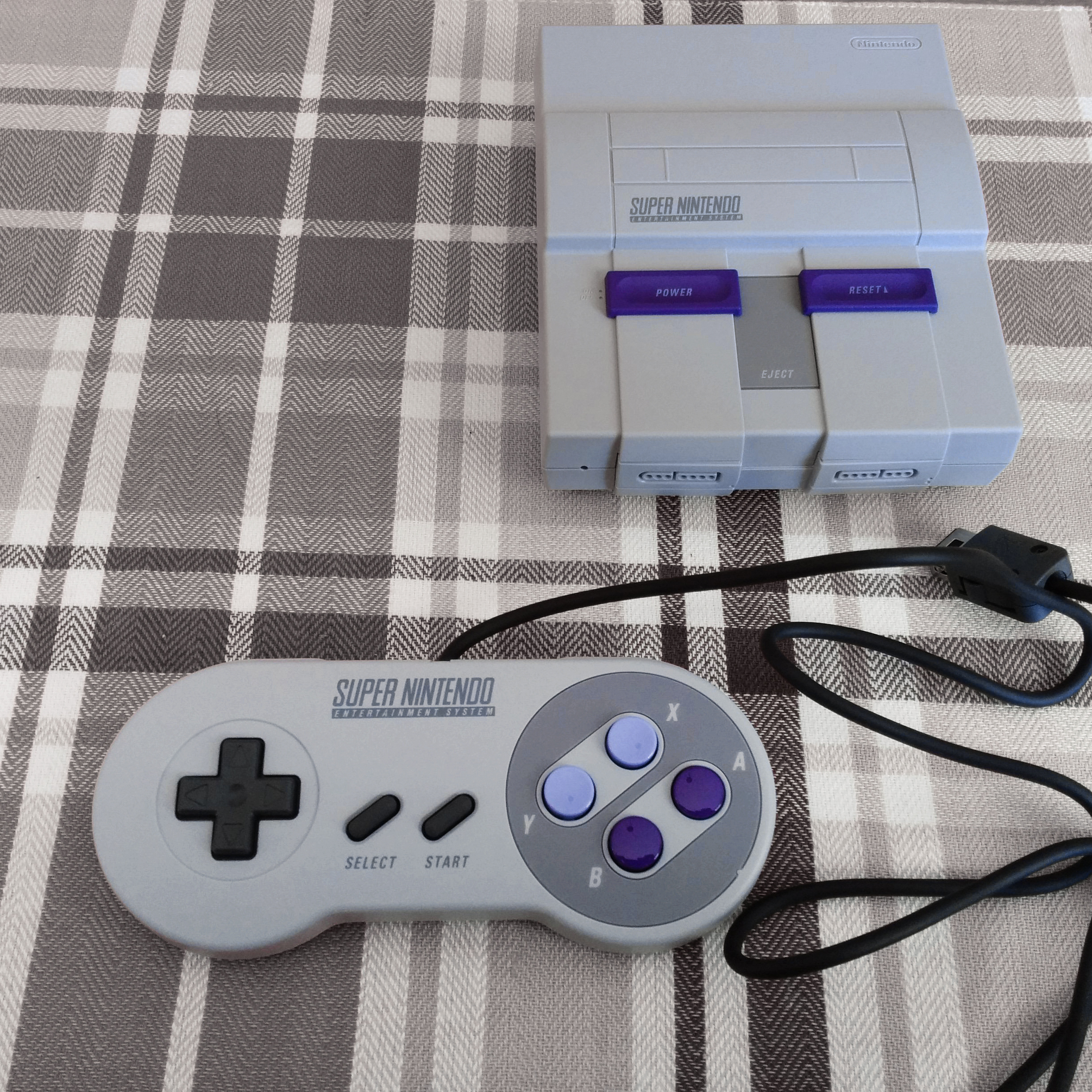
سوپر نینتندو نسخه کلاسیک

کنسول در سه نسخه توزیع شده‌است که شامل طراحی منحصر به فرد سیستم‌های اصلی که در ژاپن، آمریکای شمالی و اروپا منتشر شده‌است. در حالی که نسخه آزمایشی در آمریکای شمالی، ظاهر آن براساس طراحی طراحی خاکستری و بنفش نازک Super NES است، نسخه‌های منطقه ژاپن و PAL پس از لبه گرد Super Famicom / PAL Super NES طراحی شده‌است که در ابتدا در این مناطق منتشر شد.
در داخل، کنسول سیستم Allwinner R16 را بر روی تراشه با چهار پردازنده مرکزی ARM Cortex-A7، یک پردازنده گرافیکی ARM Mali 400 MP2 و ۵۱۲ مگابایت حافظه فلش و ۲۵۶ مگابایت حافظه DDR3 از یک تراشه استفاده می‌کند. اساساً همان تنظیمات سخت‌افزاری NES Classic Edition است.
این کنسول همراه با دو عدد دسته و تعداد زیادی بازی دو نفره ارائه می‌شود و می‌تواند یادآور خاطرات خوش گذشته باشد. همچنین برای آن قابلیت عقب بردن بازی در نظر گرفته شده‌است که با استفاده از آن کاربر می‌تواند بازی را تقریباً یک دقیقه به عقب ببرد. از طرف دیگر قابلیت Frame یا ایجاد قاب دور تصویر به کنسول اضافه شده‌است. قاب ایجاد شده باتوجه به بازی تغییر می‌کند. همچنین برای آن یک خروجی HDMI طراحی شده تا با تلویزیون‌های جدید سازگار باشد.
سخهٔ جدید کنسول نسبت به نسخهٔ قدیمی تغییرات خاصی نداشته، پس اگر نسخهٔ قبلی را دارید نیازی به خریدن نسخهٔ جدید نیست. البته برای آن یک درگاه HDMI در نظر گرفته شده که آن را با تلویزیون‌های مدرن سازگار می‌سازد. همچنین یک درگاه USB برای آن تعبیه شده که امکان وصل کردن دستگاه از طریق USB به منبع تغذیه وجود داشته باشد.

## بازی‌ها
این کنسول ۲۱ عدد بازی نوستالژیک و قدیمی داخل خود دارد که بازسازی وفادارانهٔ نسخه‌های قدیمی خود محسوب می‌شوند. دسته‌ها همان اندازه هستند و خود کنسول به اندازه‌ای کوچک است که کف دست جا می‌شود. البته قابلیت Save کردن بازی به این کنسول اضافه شده که بسیار کاربردی است. اگر با نسخهٔ اولیهٔ این کنسول آشنایی داشته باشید، حتماً می‌دانید که بازی‌های آن در مقایسه با بازی‌های امروزی به طرز بی‌رحمانه‌ای مشکل‌اند و از این رو Save کردن بازی می‌تواند بسیار مفید باشد. از جملهٔ این بازی‌ها می‌توان به Mega Man X، Star Fox, Super Mario و Super Soccer اشاره کرد.
به رغم این واقعیت که پوسته‌های سخت‌افزاری متفاوت هستند، هر دو نسخه غربی میکرو کنسول از یک نرم‌افزار مشابه استفاده می‌کنند و تمامی بازی‌های موجود براساس محلی سازی‌های آمریکایی آنها با سرعت ۶۰ هرتز مشابه نسخه NES Classic Edition است. به همین ترتیب، بازی‌هایی که در ابتدا عناوین مختلفی در مناطق PAL داشتند.